# Liophidium chabaudi
Liophidium chabaudi is een slang uit de familie Pseudoxyrhophiidae.

## Naam en indeling
De wetenschappelijke naam van de soort werd voor het eerst voorgesteld door Domergue in 1984. De soortaanduiding chabaudi is een eerbetoon aan de Franse bioloog Alain G. Chabaud.

## Verspreiding en habitat
Liophidium chabaudi komt voor in delen van Afrika en leeft endemisch op het eiland Madagaskar. De soort komt voor in het doornig struikgewas van Madagaskar en de succulente boslanden van Madagaskar in het zuiden en westen van het eiland. Ook is deze slang te zien in het Mikea-bos en Kirindy Forest. Het verspreidingsgebied zou een oppervlakte van 7,322 km² hebben. De soort is aangetroffen van zeeniveau tot op een hoogte van ongeveer 50 meter boven zeeniveau.

## Beschermingsstatus
Door de internationale natuurbeschermingsorganisatie IUCN is de beschermingsstatus 'veilig' toegewezen (Least Concern of LC).